# نامه سرگشاده به اسکندر کبیر
نامه سرگشاده به اسکندر کبیر تألیف پیر بریان است که مهشید نونهالی آن را به فارسی ترجمه کرده است و در سال ۱۳۹۳ در ۲۱۶ صفحه توسط بنگاه ترجمه و نشر کتاب پارسه منتشر شده است. ترجمه این کتاب در سی و سومین دوره جایزه کتاب سال جمهوری اسلامی ایران، به‌عنوان «کتاب سال ایران» برگزیده شد.